# João Paulo (ur. 1983)
João Paulo, właśc. João Paulo Heidemann (ur. 29 maja 1983 w Itapemie) – brazylijski piłkarz występujący na pozycji pomocnika.